# Аустра Скуїня
Аустра Скуїня (латис. Austra Skujiņa; 10 лютого 1909 — 5 вересня 1932) — латвійська поетеса. Її поезія характеризується трагічною картиною світу, прагненням до романтичного ідеалу любові і в той же час, нездатністю знайти його.

## Біографія
Народилася 10 лютого 1909 року в сім'ї лісника Густава Скуїні і його дружини Емми. Всього в сім'ї було семеро дітей.
Закінчила Пабазьку основну школу. Потім, слідом за старшими сестрами, вирушила в Ригу, щоб продовжити навчання.
Навчалася у Ризьких середніх школах № 2 і № 4. Отримання середньої освіти виявилося дуже важким для юної Аустри. Через рік після її поступлення до гімназії, де навчання було платним і всі витрати на освіту молодшої дочки оплачував батько, той несподівано помер. Перші місяці фінансово допомагали старші сестри, однак їх заробіток був занадто малий, щоб утримувати себе, мати і молодшу сестру-школярку. Щоб погасити борги по оплаті навчання в гімназії, шістнадцятирічна Аустра влаштувалася на роботу в рекламну контору. Через неможливість поєднувати роботу і навчання, Аустрі довелося поміняти навчальний заклад і вступити до вечірньої школи Товариства заступництва культурі. За навчання у вечірній школі теж треба було платити, незабаром перед Аустрою постало питання про її виключення через фінансову заборгованість.
Аустра закінчила середню школу і у 1929 році поступила у Латвійський університет на факультет природознавства, де провчилася до 1931 року. Навчання в університеті довелося залишити через важке фінансове становище.
Під час навчання в університеті Аустра підробляла друкаркою в Міністерстві землеробства Латвійської Республіки.
Брала активну участь у студентському марксистському гуртку. Відома своїми лівими поглядами і прихильністю до комуністичної ідеології.
Поетеса переживала через нерозділене кохання до одруженого чоловіка і впала в глибоку депресію, що і спонукало двадцятитрирічну Аустру до самогубства.
У ніч на 5 вересня 1932 року Аустра зістрибнула з мосту у річку Даугаву в центрі Риги.
Похована в Ризі на Лісовому кладовищі.
Через рік після смерті поетеси, у 1932 році вийшло перше зібрання 139 віршів Аустри Скуїні в одній книзі.